# 俞時育
俞時育（16世紀—17世紀），字茂與，號對蒼，南直隸徽州府休寧縣溪西人，明朝政治人物。

## 生平
萬曆十九年（1591年），俞時育中式辛卯科順天鄉試舉人，授霍丘教諭，陞任定南知縣，縣為湖廣、廣東通道要衝，瑤族人經常作亂，他招降瑤族五百人隸屬為官府士兵，此後瑤民放心，調任隆安知縣，鞏固城池有功績，兩縣人民讓他入祀名宦祠。

## 引用
1. 1 2  嘉慶《休寧縣志·卷十三·人物》：俞時育，號對蒼，溪西人，遷古林街，薦於鄉，授霍邱諭，陞江西定南令；邑當楚粵衝，猺賊為橫，育招降猺五百人，皆隸為兵，自是猺民安堵。遷廣西隆安令，固圉周防多底厥績，兩邑祀之。 康熙前志
2. ↑  嘉慶《休寧縣志·卷九·選舉》：萬厯十九年辛卯科（舉人）……俞時育 字茂與，溪西人，順天籍
3. ↑  《粵西叢載·卷七》：俞時育，號對蒼，休寧人，薦于鄉，授霍丘諭，陞江西定南令，遷廣西隆安令，固圉周防多底厥績，兩邑祠之。